# Палкино (Вологодский район)
Палкино — деревня в Вологодском районе Вологодской области.
Входит в состав Новленского сельского поселения (с 1 января 2006 года по 8 апреля 2009 года входила в Вотчинское сельское поселение), с точки зрения административно-территориального деления — в Вотчинский сельсовет.
Расстояние до районного центра Вологды по автодороге — 80 км, до центра муниципального образования Новленского по прямой — 15 км. Ближайшие населённые пункты — Высоково-1, Опихалино, Якуткино.
По переписи 2002 года население — 2 человека.